# Daffy et Porky sauvent le monde
Pour plus de détails, voir Fiche technique et Distribution.
Daffy et Porky sauvent le monde (The Day the Earth Blew Up: A Looney Tunes Movie), est une comédie d'animation et d'aventure de science-fiction familiale américaine co-écrite et réalisée par Pete Browngardt, sortie en 2024.
Ce film met en vedette les personnages de Daffy Duck, Porky Pig et Petunia Pig ; il est dérivé de la série d'animation Looney Tunes Cartoons diffusée depuis 2020.
Il est présenté au festival international du film d'animation d'Annecy 2024, mais ne sort dans les salles françaises qu'en février 2025 par Le Pacte.

## Fiche technique
- Titre original : The Day the Earth Blew Up: A Looney Tunes Movie
- Titre français : Daffy et Porky sauvent le monde
- Réalisation : Pete Browngardt
- Scénario : Darrick Bachman, Pete Browngardt, Kevin Costello, Andrew Dickman, David Gemmill, Alex Kirwan, Ryan Kramer, Jason Reicher, Michael Ruocco, Johnny Ryan et Eddie Trigueros, basé sur les Looney Tunes
- Montage : Nick Simotas
- Musique : Joshua Moshier
- Société de production : Warner Bros. Animation
- Sociétés de distribution : Le Pacte (France), Ketchup Entertainment (États-Unis)
- Budget : 15 000 000 $
- Pays de production :  États-Unis
- Langue originale : anglais
- Format : couleur - 2.35:1
- Genre : aventure, animation, comédie, famille, science-fiction
- Durée : 91 minutes
- Dates de sortie :
  -  France :
    - 11 juin 2024 (Festival international du film d'animation d'Annecy 2024)[1]
    - 12 février 2025 (sortie nationale)[2]

  -  États-Unis :
    - 13 décembre 2024 (Los Angeles)
    - 14 mars 2025 (sortie nationale)

## Distribution

### Voix originales
- Eric Bauza : Daffy Duck et Porky Pig[3],[4]
- Candi Milo : Petunia Pig[4]
- Peter MacNicol : l'envahisseur alien[4]
- Fred Tatasciore : le savant et Jim, le fermier[4]
- Laraine Newman : Mme Grecht[4]
- Wayne Knight : le maire

### Voix françaises
- Emmanuel Garijo : Daffy Duck
- Michel Mella : Porky Pig
- Caroline Combes : Pétunia Pig
- Daniel Lafourcade : l'envahisseur alien
- Éric Herson-Macarel : le savant
- Philippe Vincent : Jim, le fermier
- Catherine Davenier : Mme Grecht
- Michel Laroussi : le maire

## Production
Lors de la présentation au festival international du film d'animation d'Annecy 2024, le film est très bien accueilli par les festivaliers,. Peter Debruge de Variety plébiscite le film pour ses aspects de comédie et son noyau émotionnel et estime que l'ensemble du projet était « conçu avec amour et un véritable respect pour la franchise. » Rafael Motomayor du site IGN lui donne la note de 9 sur 10 star. Il met en avant la comédie, l'émotion, l'animation et la performance vocale d'Eric Bauza  et parle de l'un des « films les plus drôles de l'année. ».

## Box-office
Partout dans le monde, le film est distribué par des éditeurs indépendants et non Warner Bros qui ne souhaitait pas sortir le film en salle. En résulte donc une très faible campagne marketing en France et dans de nombreux pays, le film dépasse à peine les 100 000 entrées en France et la sortie BlueRay est annulée. Aux États-Unis, le film qui est distribué par Ketchup Entertainment a rapporté à l'heure actuelle 6 456 000 $.